# Тиминский, Митрофан Иванович
Митрофан Иванович Тиминский (1877, село Неньковичи Пинского уезда) - настоятель церкви Святого Апостола Иоанна Богослова в Царовцах Слуцкого района.

## Биография
В 1867 году окончил Литовскую духовную семинарию.  (Сомнительно, чтобы он мог окончить среднее учебное заведение за 10 лет до своего рождения).
Был арестован 14 марта 1933 года по обвинению принадлежности к контр-революционной церковно-повстанческой организации и антисоветской агитации (статьи 72, 76 УК БССР), которую будто бы возглавлял слуцкий епископ Николай (Шеметилло). Осужден  "тройкой" 9 июня 1933 года на 5 лет исправительно-трудовых лагерейусловно. Дальнейшая судьба не известна.
После ареста Митрофана Тиминского в церкви Святого Апостола Иоанна Богослова открыли кинотеатр, а потом здание и вовсе разобрали.
Прокуратурой БССР реабилитирован 17 июля 1989 года.